# Gustav Heinrich von Braun
Gustav Heinrich von Braun, no Brasil Gustavo Henrique Brown (Arneburg, 25 de dezembro de 1775 — Dresde, 28 de maio de 1859) foi um militar prussiano, que serviu na inglaterra e no Brasil.
Era coronel do exército inglês, quando foi em Londres, em 12 de maio de 1826 contratado para integrar o exército brasileiro.. Veio no mesmo ano para o Brasil como marechal de campo, com a missão de organizar o Exército Brasileiro, para o qual trouxe um bom número de oficiais. Durante a Guerra Cisplatina, em 1827, assumiu o comando do Exército Imperial do Sul, com 9000 homens. Logo depois passa o comando a Carlos Frederico Lecor, que após discussões sobre a estratégia da guerra solicita passar à reserva, retornando Braun ao comando. A respeito desse episódio escreveu Defesa e relatório do marechal de campo Gustavo Henrique Brown, perante o Conselho de Guerra (1829).
Foi nomeado governador das armas do Rio Grande do Sul, em 30 de janeiro de 1830, em substituição ao general Manuel Jorge Rodrigues. Foi demitido no ano seguinte, por ser estrangeiro, e, em 11 de janeiro, substituído por Sebastião Barreto Pereira Pinto. Braun retornou então para a Europa. Em 1851 o governo imperial anulou sua demissão e lhe reformou no posto de marechal.
Sua viúva requereu e recebeu em 1865 metade da pensão devida a seu marido.
Era dignitário da Imperial Ordem do Cruzeiro.